# Stephen Hall
Stephen Hall est un scénariste et acteur australien né le 17 mai 1969 à Melbourne (Australie).

## Filmographie

### Comme scénariste
- 2003 : After the Deluge (feuilleton TV) : Maggie's Husband
- 2002 : CH Jones: The World's Most Hated Food
- 2005 : "Comedy Inc." (2003) TV Series (writer)

### Comme acteur
- 1985 : Les Voisins ("Neighbours") (série TV) : Boof (1990, 1992)
- 1992 : Fanatic - Romper Stomper (Romper Stomper) : Flea
- 1995 : The Last Bullet (TV) : Fitzgerald
- 2000 : Russell Gilbert Live (série TV) : Various Characters
- 2000 : The Wog Boy : Sergeant at the Jail
- 2001 : Russell Gilbert Was Here! (série TV) : Various
- 2002 : CH Jones: The World's Most Hated Food : Draino Warren